# Eloísa Mafalda
Eloísa Mafalda, nome artístico de Mafalda Theotto (Jundiaí, 18 de setembro de 1924 — Petrópolis, 16 de maio de 2018), foi uma atriz brasileira.

## Biografia
Neta de italianos, Mafalda já nasceu alegre. Sempre dizia brincando: “Eu era infeliz e não sabia”. Na verdade, as dificuldades financeiras da família, lhe eram passadas de forma realista, mas não difíceis, pois apesar de ser humilde, tudo o que queria era ser feliz. Em 1940, os pais se divorciaram. Para ajudar a mãe no sustento do lar, seu irmão Oliveira Neto foi ser locutor nas rádios Tupi e Difusora de São Paulo. Mafalda passou trabalhar como costureira. Tempos depois, conseguiu um emprego como auxiliar de escritório nas Emissoras Associadas, onde conheceu a alemã Alice Waldvoguel, que lhe ensinou arte cênica e interpretação. Antes, aos doze anos, quase participou como nadadora nos Jogos Olímpicos de 1936, mas seu pai não autorizou.[carece de fontes?]

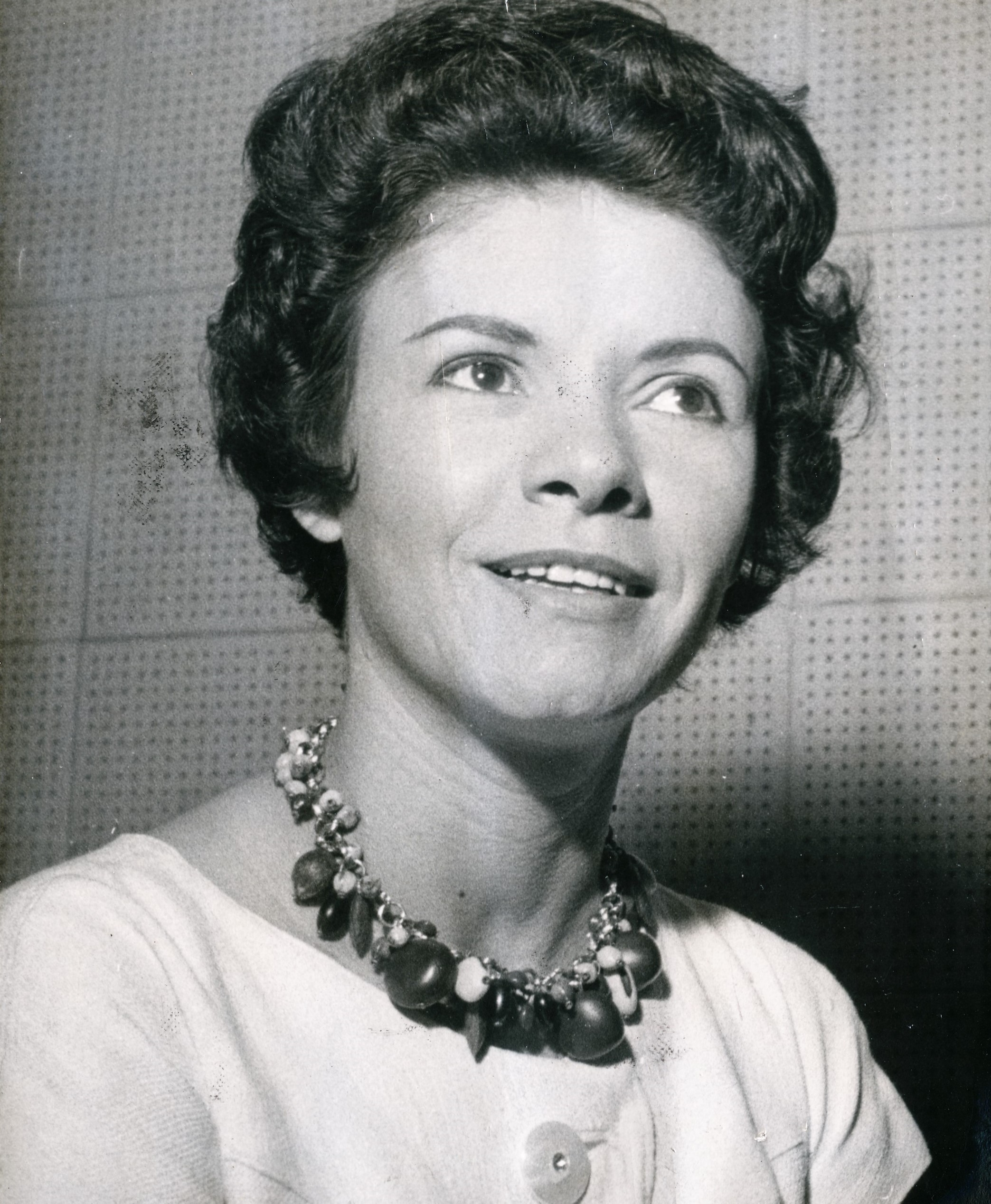
Eloísa Mafalda, 1960.

O início da vida artística de Mafalda aconteceu por acaso. O irmão Oliveira Neto foi para a Tupi-Tamoio, do Rio de Janeiro. Para trazer a irmã, a convenceu a fazer um teste de radioteatro. Mafalda fez e foi aprovada, e escolheu o nome artístico Eloísa Mafalda, por ser mais bonito que o seu primeiro nome, passando a trabalhar em radionovelas da Rádio Nacional e em seguida, foi para a televisão atuar na TV Paulista, onde permaneceu até o seu término, quando a emissora foi vendida para a TV Globo. Na Globo, a atriz interpretou grandes papéis, como a Dona Nenê da primeira versão de A Grande Família, Maria Machadão em Gabriela, Dona Mariana em Paraíso, Gioconda Pontes em Pedra sobre Pedra, Manuela em Mulheres de Areia e um dos seus maiores sucessos, Dona Pombinha Abelha em Roque Santeiro. Sobre sua carreira, afirma que "tudo aconteceu por acaso. Eu não queria ser atriz. Foi tudo uma brincadeira".
Estreou no cinema em 1950 no filme Somos Dois. No teatro, estreou em 1965, na adaptação teatral de Wuthering Heights, mas pouco se dedicou a estas áreas de atuação artística.
Eloísa Mafalda foi casada com Miguel Teixeira por três anos, com quem teve dois filhos: Marcos e Mírian. Não se casou mais após o divórcio, apenas manteve alguns relacionamentos. A atriz teve dois netos e dois bisnetos. Com déficit de memória, devido à doença de Alzheimer, a atriz conviveu por muitos anos com as sequelas de uma fratura no fêmur, após uma queda em casa.
Em 2012, concedeu uma entrevista ao Vídeo Show, relembrando personagens de sucesso que interpretou na Rede Globo e ao blog do autor Aguinaldo Silva.
Em 16 de maio de 2018 a atriz morreu em sua casa devido a uma insuficiência respiratória, na cidade de Petrópolis, região serrana do Rio de Janeiro - onde vivia com sua filha. O sepultamento ocorreu em sua cidade natal, Jundiaí, no interior paulista.

## Filmografia

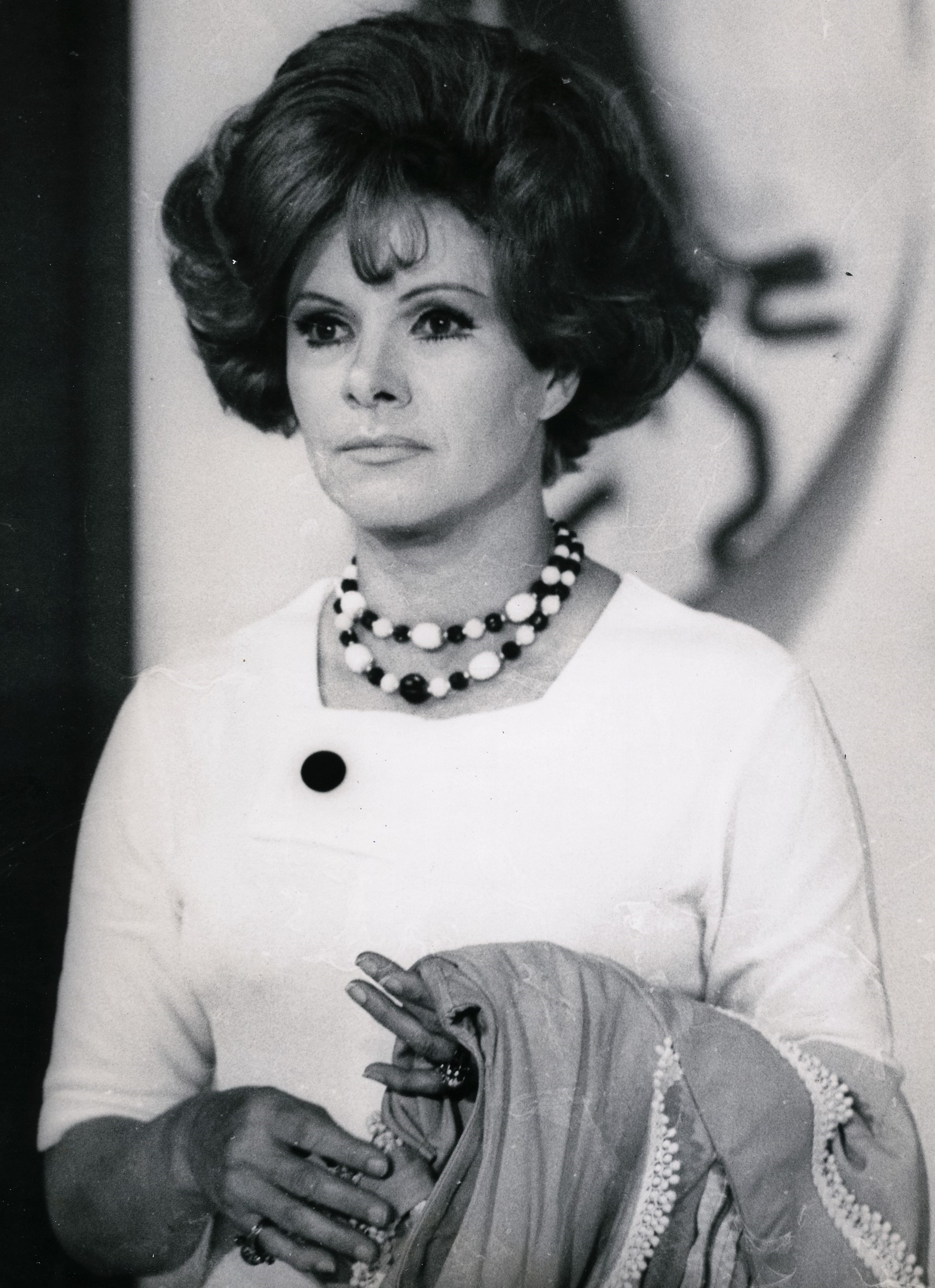
Eloísa Mafalda na novela Pigmalião 70.

### Televisão
| Ano     | Título                | Papel                                                  | Notas                                                            |
| ------- | --------------------- | ------------------------------------------------------ | ---------------------------------------------------------------- |
| 1965    | O Ébrio               | Heloísa                                                |                                                                  |
| 1968    | A Grande Mentira      | Dona Elvira                                            |                                                                  |
| 1969    | A Cabana do Pai Tomás | Emily                                                  |                                                                  |
| 1970    | Pigmalião 70          | Ester                                                  |                                                                  |
| 1970    | A Próxima Atração     | Dinorá                                                 |                                                                  |
| 1971    | Caso Especial         | Mãe de Gustavo                                         | Episódio: "Nº1"                                                  |
| 1971    | Bandeira 2            | Zulmira                                                |                                                                  |
| 1971    | O Cafona              | Margarida                                              |                                                                  |
| 1972    | Caso Especial         | Elza                                                   | Episódio: "Meu Primeiro Baile"                                   |
| 1972    | O Bofe                | Gonzaguinha                                            |                                                                  |
| 1972–75 | A Grande Família      | Irene Silva (Dona Nenê)                                |                                                                  |
| 1975    | Gabriela              | Maria Machadão                                         |                                                                  |
| 1975    | O Grito               | Socorro                                                |                                                                  |
| 1976    | Saramandaia           | Maria Aparadeira Moreira                               |                                                                  |
| 1977    | Locomotivas           | Joana                                                  |                                                                  |
| 1977    | Caso Especial         | Zilda                                                  | Episódio: "Feliz Aniversário"                                    |
| 1977    | O Astro               | Dona Consolação                                        |                                                                  |
| 1978    | Pecado Rasgado        | Zoraide                                                |                                                                  |
| 1980    | Água Viva             | Irene Fragoso Neves                                    |                                                                  |
| 1980    | Plumas e Paetês       | Zeni                                                   |                                                                  |
| 1981    | Brilhante             | Edite Pereira                                          |                                                                  |
| 1982    | Paraíso               | Dona Mariana Gomes                                     |                                                                  |
| 1982    | Caso Verdade          | Dona Ernestina                                         | Episódio: "O Menino do Olho Azul"                                |
| 1983    | Caso Verdade          | –                                                      | Episódio: "O Bloco do Boicote Está na Rua"                       |
| 1983    | Caso Especial         | Dona Lúcia                                             | Episódio: "Domingo em Família"                                   |
| 1983    | Caso Especial         | Lourdes                                                | Episódio: "Quando o Outono Chegar"                               |
| 1983    | Champagne             | Adélia                                                 |                                                                  |
| 1984    | Corpo a Corpo         | Guiomar Motta                                          |                                                                  |
| 1985    | O Tempo e o Vento     | Arminda Terra                                          |                                                                  |
| 1985    | Roque Santeiro        | Dona Ambrosina Abelha (Dona Pombinha)                  |                                                                  |
| 1986    | Hipertensão           | Gioconda                                               |                                                                  |
| 1987    | Expresso Brasil       | Maria Machadão / Dona Ambrosina Abelha (Dona Pombinha) |                                                                  |
| 1988    | Vida Nova             | Jandira                                                |                                                                  |
| 1989    | O Sexo dos Anjos      | Francisquinha Barata                                   |                                                                  |
| 1990    | A, E, I, O... Urca    | Dona Damásia                                           |                                                                  |
| 1990    | Delegacia de Mulheres | Celeste                                                |                                                                  |
| 1990    | Araponga              | Zuleide                                                |                                                                  |
| 1992    | Pedra Sobre Pedra     | Gioconda Pontes                                        |                                                                  |
| 1993    | Mulheres de Areia     | Manuela                                                |                                                                  |
| 1994    | A Madona de Cedro     | Efigênia                                               |                                                                  |
| 1994    | Você Decide           | Yolanda                                                | Episódio: "A Última Chance"                                      |
| 1995    | Você Decide           | –                                                      | Episódio: "Veneno Ambiente"                                      |
| 1996    | Você Decide           | –                                                      | Episódio: "Sangue no Araguaia"                                   |
| 1996    | A Vida como Ela É...  | Senhora no velório                                     | Episódio: "O Único Beijo"                                        |
| 1996    | Quem É Você?          | Kitty                                                  |                                                                  |
| 1997    | Por Amor              | Leonor Batalha                                         |                                                                  |
| 1998    | Meu Bem Querer        | Dona Delfina                                           |                                                                  |
| 1998    | Hilda Furacão         | Clotilde                                               |                                                                  |
| 1998    | Labirinto             | Sarita                                                 |                                                                  |
| 1999    | O Belo e as Feras     | Odete                                                  | Episódio: "Mas Será o Veredito?"                                 |
| 1999    | Você Decide           | –                                                      | Episódio: "Madame Sussu"                                         |
| 1999    | Você Decide           | –                                                      | Episódio: "Robin Hood Aposentado"                                |
| 1999    | Você Decide           | Celeste                                                | Episódio: "O Terceiro Homem"                                     |
| 2000    | Aquarela do Brasil    | Margarida                                              |                                                                  |
| 2001    | Brava Gente           | Dona Inxirida                                          | Episódio: "Arioswaldo e o Casamento de sua Velha Mãe Centenária" |
| 2001    | Brava Gente           | Dona Inxirida                                          | Episódio: "O Natal de Arioswaldo"                                |
| 2001    | Porto dos Milagres    | Celeste Marimbás                                       |                                                                  |
| 2001    | O Clone               | Dona Neuza, vizinha de Jade                            |                                                                  |
| 2002    | Brava Gente           | Dona Clara                                             | Episódio: "O Enterro da Cafetina"                                |
| 2002    | O Beijo do Vampiro    | Dona Carmem                                            |                                                                  |
| 2003    | Siga Aquela Estrela   | Matilda                                                | Especial de fim de ano                                           |

### Cinema
| Ano  | Título                      | Personagem             |
| ---- | --------------------------- | ---------------------- |
| 1950 | Somos Dois                  | Secretária             |
| 1973 | Os Mansos                   | Mãe de Armando         |
| 1974 | O Mau-Caráter               | Constança              |
| 1976 | O Ibraim do Subúrbio        | Dinorah                |
| 1990 | Beijo 2348/72               | Proprietária da pensão |
| 1998 | Simão, o Fantasma Trapalhão | Lucélia                |

## Teatro
| Ano  | Título                      |
| ---- | --------------------------- |
| 1965 | O Morro dos Ventos Uivantes |
| 1974 | O Ministro e a Vedete       |
| 1978 | Lá em Casa, é Tudo Doido    |